# Жигер (Жанибекский район)
Жигер (каз. Жігер, до 2007 года — Большевик) — село в Жанибекском районе Западно-Казахстанской области Казахстана. Входит в состав Тауского сельского округа. Код КАТО — 274249200.

## Население
В 1999 году население села составляло 146 человек (82 мужчины и 64 женщины). По данным переписи 2009 года, в селе проживало 65 человек (36 мужчин и 29 женщин).